# Hans Hirthammer
Johann Baptist Wolfgang Hirthammer (* 1. Januar 1901 in Landshut, Niederbayern; † 16. August 1963 in Zwiesel) war ein deutscher Schriftsteller und Redakteur.

## Leben

### Jugend- und Kriegszeit (1901–1945)
Seine Eltern waren der Spenglermeister Johann Wolfgang Hirthammer und seine Frau Maria (geb. Münsterer). Johann war das erste Kind seines Vaters; Maria war dessen erste Frau.
Hirthammer besuchte in Landshut das Gymnasium und studierte dann an der Universität Leipzig Literaturgeschichte, Bibliothekswesen und Zeitungswissenschaften. Nach einer mehrjährigen Tätigkeit als Redakteur in Passau, zog er im September 1930 nach Berlin, wo er auch als Mitarbeiter im Ullstein Verlag tätig war und für die Berliner Morgenpost Kurzgeschichten schrieb. Von 1933 bis 1941 war Hirthammer Angehöriger der Schering AG und in der medizinisch-wissenschaftlichen Abteilung tätig.

### Literarische Anfänge
Als Schriftsteller verfasste er unter dem Namen Hans Hirthammer Anfang der 30er Jahre seine ersten Romane: Fahrt ins Blaue, Skandal um Dr. Vandergruen und Donauwalzer.

### Die Nachkriegszeit (1945–1963)
Nach seiner Militärzeit und aus sowjetischer Gefangenschaft entlassen, kehrte Hirthammer Anfang 1951 kurz in seine Geburtsstadt Landshut zurück. In Zwiesel verfasste er noch etliche seiner insgesamt über 50 Romane und starb dort 1963.

### Weitere Beschäftigungen
Als Reliefkünstler fertigte Hirthammer im Jahre 1956 das große Reliefbild vom Zwieseler Winkel für das Rathaus in Zwiesel an, wo man es noch heute findet. Den Auftrag erhielt er vom Fremdenverkehrsverein. Das Relief schließt Arber, Rachel, Falkenstein und das Zwieseler Talbecken mit ein. Mit all seinen Höhenlinien dient es noch heute als Orientierungshilfe für Touristen.
Für den Deutschen Wetterdienst betreute er jahrelang eine Wetterstation.

## Werke
| - Die Ruppertskinder (1930) - Das Mädchen und der Häßliche (1933) - Fahrt ins Blaue (1933) - Spiel mit dem Feuer (1934) - Der Mann im Havelock (1934) - Kinder der Erde (1934) - In der Ferne liegt das Glück (1935) - Jagd durch Amerika (1935) - Skandal um Dr. Vandergruen (1936) - Hand in Hand mit Marlene (1936) - Razzia im 'Blauen Kater (1937) - Keine Nachricht von Hamilton (1937) - Donauwalzer (1937) - Zwei hinter Gisela (1938) - Frauenraub in Sankt Anton (1938) - Zehn zu eins für Erika (1939) - Umweg zu Margaret (1939) - Die Tochter des Majors (1939) - Man hat so seinen Kummer mit Julia (1939) - Der heimliche Schwur (1940) - Ins neue Leben (1940) - Die Ruppertskinder (1941) - Das Mädchen mit den Rätselaugen (1950) - Liebe zu Maria (1950) - Es war an einem Sonntag im August (1950) - Zuerst war's nur ein Spiel (1951) - Opfergang der Liebe (1951) - Das Los fiel auf Angelika (1951) | - Fern leuchten die Sterne (1951) - Die Katze vom Katzenstein (1951) - Das Los fiel auf Angelika (1951) - Ein ganz unmögliches Geschöpf (1951) - Fahrt ins Blaue (1952) - Gutes Aussehen Bedingung (1952) - Liebe zu Maria (1952) - Opfergang der Liebe (1952) - Niemals diese Barbara! (1953) - Spiel auf Schloß Hohenstein (1953) - Es klingt ein Lied (1953) - Die junge Frau Doktor (1953) - Gastspiel in Paris (1953) - Komm zu mir, liebes Glück! (1954) - Begegnung in Paris (1954) - Das Mädchen aus Dingsda (1954) - Um einen Erholungsurlaub (1954) - Eine Stunde Aufenthalt (1954) - Viel Kummer mit Jul (1955) - Niemals diese Barbara! (1958) - Urlaub in Kaltenwang (1958) - Du sollst nicht einsam sein (1959) - Junges Herz muß sich verschenken (1960) - Zuerst war's nur ein Spiel (1964) - Weisses Kleid aus Organdy (1964) - Eine Stunde Aufenthalt (1964) - Schicksal in Bergeinsamkeit (1965) |
| | |

| Personendaten    | Personendaten                          |
| ---------------- | -------------------------------------- |
| NAME             | Hirthammer, Hans                       |
| ALTERNATIVNAMEN  | Hirthammer, Johann Baptist Wolfgang    |
| KURZBESCHREIBUNG | deutscher Schriftsteller und Redakteur |
| GEBURTSDATUM     | 1. Januar 1901                         |
| GEBURTSORT       | Landshut, Niederbayern                 |
| STERBEDATUM      | 16. August 1963                        |
| STERBEORT        | Zwiesel                                |